# Melanozosteria kellyi
Melanozosteria kellyi är en kackerlacksart som först beskrevs av Shaw 1918.  Melanozosteria kellyi ingår i släktet Melanozosteria och familjen storkackerlackor. Inga underarter finns listade i Catalogue of Life.